# Bernardinus van Sienakerk (Krakau)
De Bernardinus van Sienakerk (Pools: Kościół św. Bernardyna w Krakowie) is een van oorsprong 15e-eeuwse kerk in Krakau. Het bouwwerk is een beschermd architectonisch monument.

## Geschiedenis
De Bernardinus van Sienakerk is in 1453 eerst als kleine houten kerk (en later in 1455 van steen) door Zbigniew Oleśnicki voor de franciscanen gesticht. De kerk werd onder supervisie van Jan Długosz voltooid. Het gebouw is in 1655, tijdens de Noordse Oorlog, in opdracht van generaal Stefan Czarniecki platgebrand. Enkele maniëristische grafstenen en het beeld van de Heilige Maagd met Kind en St. Anna zijn de enige overblijfselen van de oorspronkelijke kerk.
De nieuwe kerk en klooster werden tussen 1659-1680 in de barokstijl heropgebouwd. Krzysztof Mieroszewski is de vermoedelijke architect. Het marmeren altaar is uit 1662 en het hoogaltaar uit de periode 1758-1766. In de kerk hangen doeken van Franciszek Lekszycki.

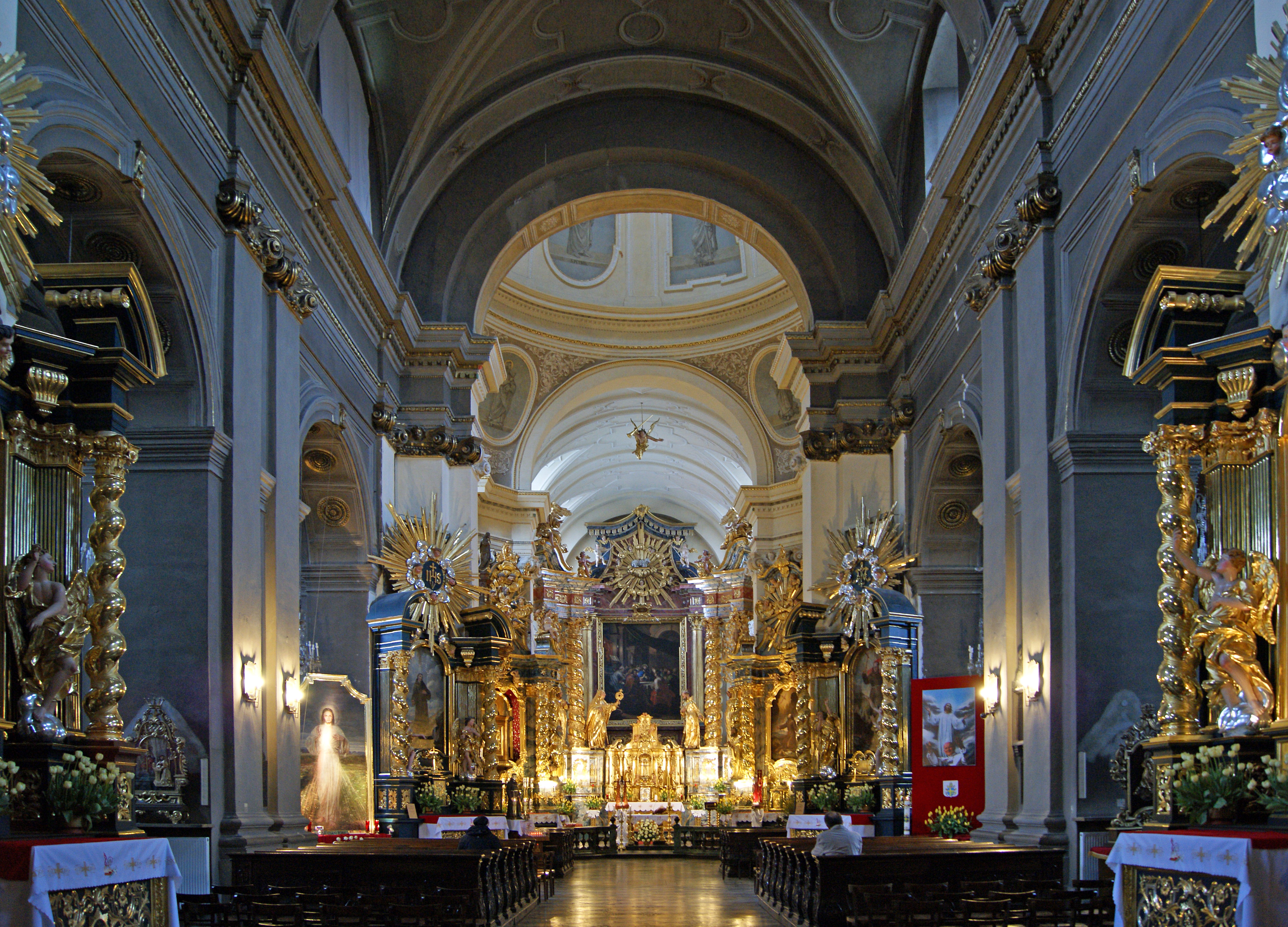
Het interieur van de kerk